# 凱西·霍赫爾
凯瑟琳·考特尼·霍赫爾（英語：Kathleen Courtney Hochul，(/ˈhoʊkəl/；1958年8月27日—）是美国政治人物，现任纽约州州长，是纽约州第一位女州长。

## 早期生活
凱西是愛爾蘭裔美國人，生于纽约州水牛城，是家中的第二個孩子，童年時家中清寒，居住環境並不好，家中信奉愛爾蘭天主教。
凱西在1980年毕业于纽约雪城大學，1984年从纽约美國天主教大學哥伦布法学院毕业取得法律博士學位。

## 从政生涯

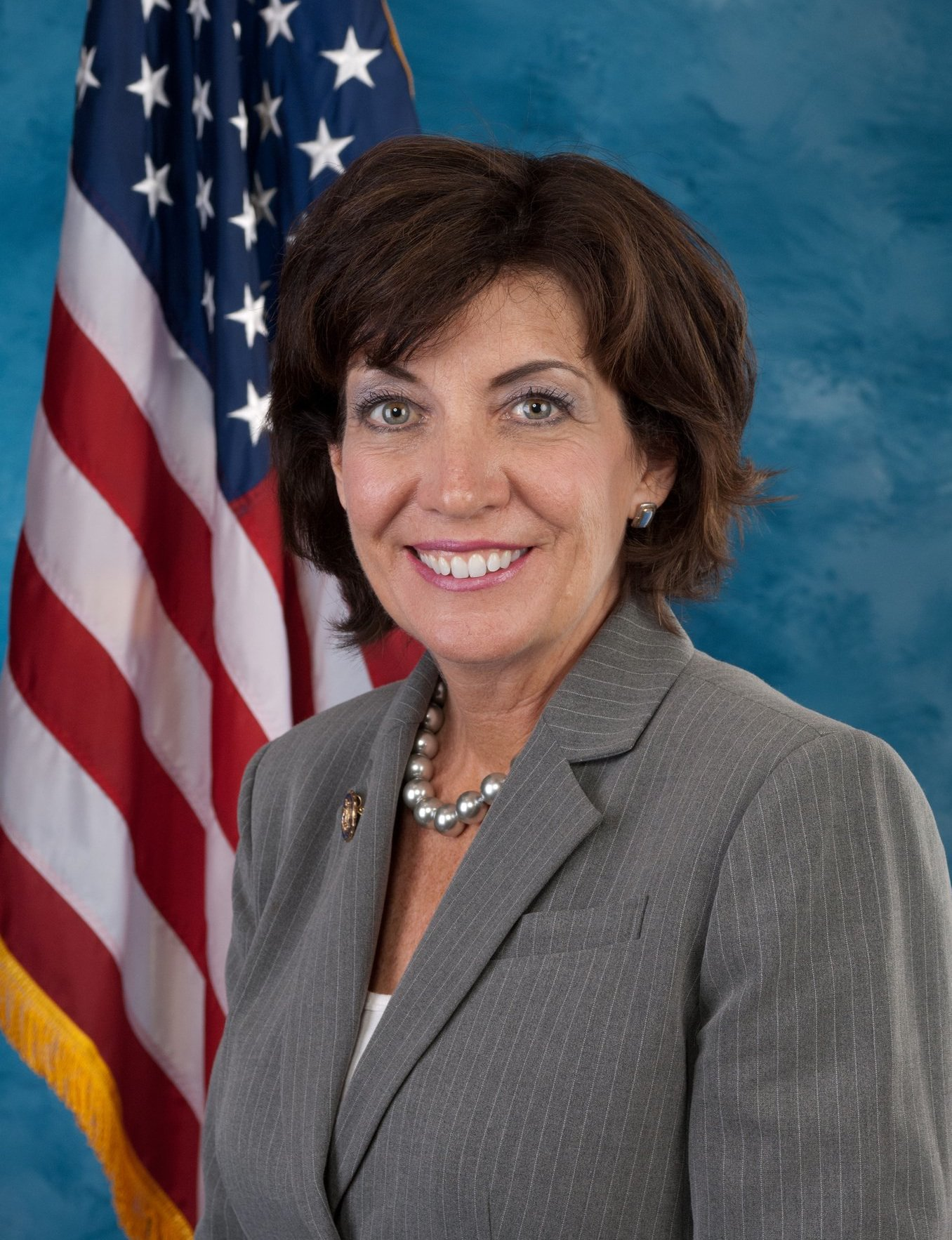
凱西任眾議員時期的官方照片。

凱西在大學就讀期間熱衷於政治，從法律學院畢業之後曾在華盛頓的一間律師事務所工作，往後曾任眾議員約翰·拉法爾斯和參議員丹尼爾·莫尼漢的法律律師兼立法助理。
2003年成為紐約州伊利縣的副書記員，2007年獲州長艾略特·斯皮策任命為該縣的書記員並任職至2011年。
在2011年紐約州第26選區因共和黨籍眾議員克里斯·李辭職而導致議席空缺之際，凱西參與了這次補選，在補選中她贏得了47.24%的選票當選為眾議員，但在2012年選舉中以49%選票落敗於克里斯·科林斯連任失敗。
在2014年纽约州长选举成為時任州長安德鲁·科莫的競選搭檔，贏得選舉後當選成為副州長，2018年成功連任。
2021年8月10日，州長科莫因涉及性醜聞事件而宣布即將辭職，使她內定為下一任纽约州州长。同月24日，凱西由紐約首席法官監誓下正式宣誓就職州長，成為紐約州第一位女州長，並在2022年成功連任。
2025年1月29日，因應凱西在2023年簽署的法案，紐約州所有公立學校在當日放假一天，以慶祝亞裔的農曆新年節日。這是全美第一個州份透過立法將農曆新年納入法定學校假期，凱西指「這并不是少上一日學這麼簡單，也是讓孩子們了解和慶祝自己及不同文化和傳統的機會」。